# Odaïr Fortes
Odaïr Júnior Lopes Fortes (Praia, 31 de março de 1983) é um futebolista cabo-verdiano, que joga na clube francês Stade Reims

## Carreira
Fortes imigrado-se em Vitry-sur-Seine em 2004 e jogar em 2006 na clube francês UJA Alfortville de divisão de honra de Metropolitão de Paris-Île-de-France.
Ele representou o elenco da Seleção Cabo-Verdiana de Futebol no Campeonato Africano das Nações de 2015.